# Рано-Рараку
Рано-Рараку (ісп. Rano Raraku) — вулкан на острові Пасхи.
Рано-Рараку — згаслий вулкан заввишки до 150 м на острові Пасхи у східній частині Тихого океану. Знаходиться за 20 км від міста Ханга-Роа та за 1 км від узбережжя, посеред порослою травою рівнини. Південно-східний схил цієї гори частково зруйнувався. Рано-Рараку є вторинним вулканом Маунг-Теревака, найвищої точки острова Пасхи.
Породою, що утворює вулкан, є жовто-коричневий туф. На схилах гори, особливо в її південній частині, можна побачити каменоломні, де висікалися моаї, кам'яні статуї острова Пасхи. Приблизно 300 таких статуй різного ступеня завершеності і до цього дня на півдорозі до вершини Рана-Рараку опоясують його кратер. В овальному ж кратері розміром 350 на 280 метрів розташоване прісноводне озеро, береги якого густо заросли очеретом Тоторо. Аж до недавнього часу це озеро служило місцевому населенню джерелом прісної води.